# Ernest Ansermet
Ernest Ansermet (Vevey, 11 november 1883 – Genève, 20 februari 1969) was een Zwitsers dirigent, componist en musicoloog.

## Levensloop

### Jeugd en opleiding
Ansermet kreeg zijn eerste muzieklessen van zijn moeder, die onderwijzeres en pianiste was. Zijn vader was een goed amateurzanger. Ernest studeerde eerst natuurkunde en wiskunde. Al tijdens zijn wiskundestudie studeerde hij muziek en musicologie in Lausanne, maar ook compositie bij o.a. André Gedalge in Parijs en later bij Ernest Bloch in Genève. Nadat hij in 1903 aan de Universiteit van Lausanne zijn diploma's behaald had, werd hij wiskundeleraar. In 1905 vertrok hij naar Parijs om te promoveren, maar hij voelde zich meer en meer aangetrokken door het muziekleven in de Franse hoofdstad. Daar leerde hij Franciso de Lacerda kennen, die zijn voorganger als directeur van de Kursaal-concerten in Montreux was. Hij kwam terug naar Zwitserland en huwde in 1906 Margueritte Jacottet. Hij werd wiskundeleraar aan het Collège et Gymnase classique de Lausanne. Hij stopte daarmee in 1909 om zich geheel aan de muziek te kunnen wijden.
Ansermet reisde naar Berlijn, waar hij het slagwerk in het Blüthner Orkest speelde. Hij bezocht veel orkestrepetities van grote dirigenten als Richard Strauss, Felix Mottl, Karl Muck en Arthur Nikisch. Terug in Zwitserland werd hij de opvolger van Cari Ehrenberg, dirigent van het Orchestre symphonique de Lausanne. Aldaar debuteerde hij op 15 maart 1911 als dirigent.

### Montreux en vriendschap met Stravinsky
Eind 1911 werd de dirigent van het Orchestre du Kursaal de Montreux, Franciso de Lacerda, ziek. Ansermet, die de repetities van het orkest al bezocht had, verving Lacerda bij de concerten op 7 en 21 december 1911 en op 4 januari 1912. Het publiek reageerde enthousiast. Toen Lacerda ontslag nam werd Ansermet zijn opvolger in Montreux, waar hij in hetzelfde jaar ook Igor Stravinsky leerde kennen. Stravinsky hoorde en zag de stijve mathematicus en kapelmeester het orkest dirigeren in de Kursaal van Montreux en werd door hem gefascineerd. Ze leerden elkaar langzaamaan beter kennen. Hun vriendschap ontwikkelde zich verder en Ansermet dirigeerde verschillende premières van werken van Stravinsky: L'Histoire du soldat (1918) en het Capriccio voor piano en orkest met de componist als solist.
Rene Auberjonois, de schilder van het toneeldecor van de première van de L'Histoire du Soldat, heeft later op een schilderij de artiesten en kunstenaars afgebeeld. Midden in een kleine groep waar Stravinsky ook bij staat, is Ernest Ansermet de heersende figuur. De dienaar lijkt belangrijker dan de schepper zelf. Dat is misschien niet alleen maar schijn. Ansermet, die het muzikale impressionisme van de Fransen precies had bestudeerd en met strakke, exacte dirigeerbewegingen een magische klankroes kon creëren, kon niet alleen de onbestemde, glinsterende en sensuele verlokkingen van L'Oiseau de Feu, maar ook de brutale ritmiek van Le Sacre du printemps als geen ander tot uitdrukking brengen. Ansermet was een succesvol voorvechter van de moderne muziek als akoestische uiting van het nieuwe wereldbeeld onder het vaandel van Stravinsky.
Hij zette zich ook voor andere componisten in, zoals Erik Satie en Manuel de Falla. In samenwerking met Pablo Picasso, Jean Cocteau en Leonide Massine zorgde hij ervoor, dat de Parade van Satie in 1917 in première ging. Hij was ook een veelgevraagd dirigent van werken van zijn landgenoten Arthur Honegger en Frank Martin.

### Oprichting van een eigen orkest
Het Orchestre du Kursaal de Montreux werd aan het begin van de Eerste Wereldoorlog ontbonden. Ansermet was in 1914 medeoprichter van het orkest Orchestre Symphonique Romande. Hoewel het begin met grote moeilijkheden gepaard ging, werden in de laatste drie maanden van 1914 nog 12 concerten gegeven. Op 25 december 1914 overleed de dirigent van de Société des concerts d’abonnement de Genève, Bernhard Stavenhagen. De orkestleden besloten de concertreeks voort te zetten met Ernest Ansermet. Hem werd gevraagd het concert op 23 januari 1915 te dirigeren. Op het programma stond de symfonische suite Antar en het Pianoconcertvan Nikolaj Rimski-Korsakov, delen uit Stravinsky's ballet Petroejska, een Zwitserse première, en dansen uit de opera Vorst Igor van Aleksander Borodin. Dit grotendeels Russische programma had veel weg van een provocatie, maar men drong er bij Ansermet na het concert op aan de opvolger van Stavenhagen te worden.

### Samenwerking metLes Ballets Russes
Hij had zich toen al vastgelegd om dirigent van Les Ballets Russes van de Russische impresario Serge Diaghilev te worden, omdat Pierre Monteux, de voormalige dirigent, opgeroepen was door het Franse leger. Stravinsky had Diaghilev aangeraden Ansermet als nieuwe dirigent te kiezen. De samenwerking met "Les Ballets Russes" opende voor Ansermet twee mogelijkheden: ten eerste leerde hij de muziek van de Russische componisten kennen en ten tweede leerden de wereld en hij elkaar kennen. Tussen 1915 en 1923 bereisde hij hele werelddelen met dit gezelschap.

### Orchestre de la Suisse Romande
Alhoewel hij met Les Ballets Russes vele verplichtingen had, was hij in 1918 mede-initiatiefnemer en -oprichter van zijn 'eigen' orkest, het Orchestre de la Suisse Romande (OSR). Op 30 november 1918 dirigeerde hij het eerste concert met dit orkest in de Victoria Hall te Genève. Dit concert was het begin van een bijna vijftig jaar durende samenwerking, tot 1968. Met dit orkest maakte hij vele concertreizen door Europa en Amerika en hij werd beroemd door accurate uitvoeringen van moeilijk uitvoerbare moderne muziek. Zijn laatste concert met het Orchestre de la Suisse Romande dirigeerde hij op 18 december 1968 in dezelfde zaal in Genève.

### Begin van hetLucerne Festival

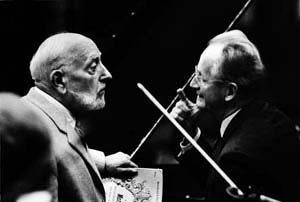
Ansermet en Wilhelm Kempff (1965)

In 1938 was Ansermet in de zomermaanden op zoek naar optredens voor zijn orkest, omdat hij de orkestleden niet voor het hele jaar kan aanstellen. Het viel hem op dat Luzern voor het Duitstalige Zwitserland een vergelijkbare stad was als Montreux voor het Franstalige en ook een Kursaal had. Het bracht hem op het idee daar een jaarlijks festival te organiseren. Onder leiding van Ansermet en Gilbert Gravina speelden in juli 1938 leden van het Orchestre de la Suisse Romande en het Kursaal Orchester in de theaterzaal van het Casino Kursaal. Zo ontstond het Lucerne Festival, waar al spoedig grote musici en dirigenten als Arturo Toscanini, Bruno Walter en Fritz Busch te gast waren. Om politieke redenen traden zij in die tijd niet op bij de Salzburger Festspiele.
Ansermet was ook dirigent van het Orquesta Sinfónica Nacional Argentina in Buenos Aires.
Als componist is hij vooral bekend door zijn symfonisch gedicht Feuilles de Printemps.

## Publicaties
- Les fondements de la musique dans la conscience humaine. 2 v. Neuchâtel: La Baconnière. 1969; Nieuwe editie, van J.-Claude Piguet, Rose-Marie Faller-Fauconnet, et al. Neuchâtel: La Baconnière, 1987. ISBN 2-8252-0211-8
- "L'apport de Paul Hindemith à la musique du XXe siècle." in: Hommage à Paul Hindemith: 1895-1963 : l'homme et l'œuvre. Yverdon: Éditions de la Revue musicale de suisse romande. 1973
- Ecrits sur la musique. uitgegeven van Jean-Claude Piguet, 1963. nieuwe rev. ed. Neuchâtel: La Baconnière. ISBN 2-8252-0207-X
- Le geste du chef d'orchestre, 1943